# Шакер-чурек
Шаке́р-чуре́к (азерб. şəkərçörəyi, şəkər — солодкий, çörəyi — хліб) — азербайджанські та вірменські східні солодощі у вигляді пісочного круглого та опуклого печива з тріщинами на поверхні. Колір білий з кремовим відтінком. Зверху посипані цукровою пудрою. Вологість 5%.
У Вірменії Шакер-чурек носить назву шакарац. Шакер-чуреки виготовлялися в СРСР промисловим способом. Назва виробу згадується в ГОСТ Р 50228-92 .
Інші різновиди шакеру:
- Шакер-пурі — у вигляді півмісяця.
- Шакер-лукум — у вигляді шматочків батона.
- Шакер-бура (з мигдалем — бадам-бура) — печиво з начинкою з горіхів, цукру і кардамону.

## Технологія виготовлення
Топлене масло (з температурою 4-5 °C) розтирають 15-20 хвилин до пластичного стану. Невеликими порціями додають яйця, ванілін, цукрову пудру, борошно, і замішують тісто 5-10 хвилин. Температура тісту повинна бути 10-12 °C. Формують кульки по 75 г і випікають 25-30 хвилин при 180-200 °C. Готові вироби посипають цукровою пудрою.